# Presidential Medal of Merit
De Presidential Medal of Merit (Pampanguluhang Medalya ng Merito) is een Filipijnse onderscheiding. De onderscheiding werd in 2003 door Executive Order nr. 236 hernoemd van Presidential Merit Award in Presidential Medal of Merit.

## Voorwaarden voor toekenning
De Presidential Medal of Merit kan worden toegekend aan Filipino's en buitenlanders als iemand:
1. uitmuntende diensten heeft geleverd aan de Filipijnse president, de regering of leden van het kabinet;
2. prestige voor de Filipijnen heeft verworven bij een internationaal evenement, op gebieden als literatuur, wetenschap, kunst, milieu;
3. zich als cultuurmedewerker of kunstenaar in een adviseursfunctie verdienstelijk heeft gemaakt in overheidsdienst of als buitenlandse kunstenaar zich heeft ingezet ten behoeve van de Filipijnse cultuur;
4. het prestige van de Filipijnen heeft vergroot als hoofd van een Filipijnse delegatie of een bijdrage heeft geleverd aan het succes van een belangrijk internationale conferentie of evenement die zorgen voor prestige en eer voor de Filipijnen, waaronder presidentiële bezoeken aan het buitenland en belangrijke internationale evenementen in de Filipijnen.

## Ontvangers
Enkele met de Presidential Medal of Merit onderscheiden personen:
- Federico Aguilar Alcuaz (2007)
- Zeneida Amador (2005)
- apl.de.ap (2006)
- George Canseco (2005)
- Jovita Fuentes (1958)
- Narcisa de Leon (1960)
- Leonor Orosa-Goquingco (1970)
- Francis Magalona (2009)
- Anita Magsaysay-Ho (2006)
- Juan Nakpil (1955)
- Paeng Nepomuceno (1984)
- Carlos Romulo (1949)
- Sixto Roxas (1969)
- Nena Saguil (2006)
- Juvenal Sanso (2006)
- Romeo Tabuena (2006)
- will.i.am (2006)
- Oscar Yatco (2006)
- Leland Yee (2010)
- Oscar de Zalameda (2006)
- Fernando Zobel de Ayala (2006)